# Scream (2022)
Scream (ook bekend als Scream 5) is een Amerikaanse horrorfilm uit 2022, geregisseerd door Matt Bettinelli-Olpin en Tyler Gillett en geschreven door James Vanderbilt en Guy Busick. De film is het vijfde deel in de Scream-filmreeks. Hoewel aangekondigd als een herlancering van de filmreeks, is de film een direct vervolg op Scream 4 (2011) en de eerste in de filmreeks die niet geregisseerd werd door Wes Craven, na zijn dood in 2015. De film is opgedragen aan Craven aan het begin van de aftiteling.

## Verhaal
25 jaar nadat Billy Loomis en Stu Macher de stad Woodsboro terroriseerden, is Tara Carpenter een middelbare scholiere die alleen thuis is als Ghostface inbreekt en haar aanvalt. Tara is zwaar gewond, maar overleeft de aanval. Tara's oudere zus Samantha Carpenter woont buiten de stad, maar wordt al snel geïnformeerd door Tara's vriend, Wes Hicks, over wat er is gebeurd. Sam keert daarom terug naar Woodsboro met haar vriend Richie om Tara te bezoeken in het ziekenhuis. Daar wordt ze ook herenigd met een aantal vrienden van Tara: Amber Freeman, de tweeling Chad en Mindy Meeks-Martin en Liv McKenzie. Liv's vriend Vince Schneider is de volgende die wordt vermoord door Ghostface.
Na een ontmoeting met Ghostface in het ziekenhuis, onthult Sam, die nog steeds worstelt met hallucinaties van Billy Loomis, aan Tara dat Billy eigenlijk haar biologische vader is. De volgende dag bezoeken Sam en Richie Dewey Riley, die nu een teruggetrokken leven leidt. Maar hij heeft het moeilijk na een scheiding van Gale Weathers. Ze vragen zijn hulp om deze nieuwe dader te stoppen. Hij neemt contact op met Sidney Prescott en Gale, om hen te waarschuwen dat Ghostface weer is opgedoken. Ze worden ook herenigd met Martha, de zus van wijlen Randy Meeks. Vince blijkt de neef van Stu Macher te zijn. Het lijkt erop dat alle inwoners die nu worden aangevallen op de een of andere manier familie zijn van de oorspronkelijke moordenaars en Sam wordt ervan beschuldigd deze nieuwe moordenaar te zijn.
Ghostface vermoordt vervolgens Wes en zijn moeder, sheriff Judy Hicks, in hun huis. Daar herenigt Dewey zich ook met Gale Weathers die onlangs in de stad zijn aangekomen om dit nieuwe verhaal te vertellen. In het ziekenhuis worden Tara en Richie ook aangevallen door Ghostface, maar deze aanval wordt voorkomen door Dewey en Sam. Dewey wordt gedood wanneer hij probeert te controleren of Ghostface echt dood is. Sidney en Gale reizen naar huis, naar Amber, waar blijkt dat het Stu's voormalige huis was, waar een aantal van de oorspronkelijke gebeurtenissen plaatsvonden. Daar worden Chad en Mindy allebei aangevallen en gestoken door Ghostface, waardoor ze allebei bewusteloos raken.

## Rolverdeling
| Acteur             | Personage                 |
| ------------------ | ------------------------- |
| Melissa Barrera    | Samantha "Sam" Carpenter  |
| Jenna Ortega       | Tara Carpenter            |
| Jack Quaid         | Richard "Richie" Kirsch   |
| Neve Campbell      | Sidney Prescott           |
| Courteney Cox      | Gale Weathers             |
| David Arquette     | Dewey Riley               |
| Dylan Minnette     | Wes Hicks                 |
| Mikey Madison      | Amber Freeman             |
| Jasmin Savoy Brown | Mindy Meeks-Martin        |
| Mason Gooding      | Chad Meeks-Martin         |
| Sonia Ammar        | Liv McKenzie              |
| Marley Shelton     | Sheriff Judy Hicks        |
| Skeet Ulrich       | Billy Loomis              |
| Kyle Gallner       | Vince Schneider           |
| Chester Tam        | Deputy Vinson             |
| Reggie Conquest    | Deputy Farney             |
| Heather Matarazzo  | Martha Meeks              |
| Roger L. Jackson   | De stem van Ghostface     |
| Christopher Speed  | Film Randy                |
| James A. Janisse   | Film Fails presentator    |
| Chelsea Rebecca    | Films Fails presentatrice |

Enkele crew en cast-leden van eerdere Scream-films spreken een stem in voor deze film, dit zijn: Drew Barrymore (actrice van Casey) als schooldirecteur, Adam Brody (acteur van Hoss), Jamie Kenney (acteur van Randy), Matthew Lillard (acteur van Stu), Henry Winkler (acteur van Himbry), Hayden Panettiere (actrice van Kirby), Matt Beettinelli-Olpin en Tyler Gillett (regisseurs), Iya Labunnka (vrouw van Wes Craven), Kevin Williamson (scenarioschrijver), Marco Beltrami (componist), Patrick Lussier (editor), Julie Plec (co-producent) en Rian Johnson (regisseur) als feestgangers als eerbetoon aan Wes Craven.

## Achtergrond
Horror Youtubers James A. Janisse en Chelsea Rebecca van het YouTube-kanaal Dead Meat kwamen als filmrecensenten. Wanneer Richie een YouTube-video over Stab 8 bekijkt, toont de thumbnail ernaast een foto van Hayden Panettiere als haar Scream 4-personage Kirby Reed, verwijzend naar haar als een "Woodsboro Survivor"; Panettiere krijgt een "Special Thanks" credit voor de foto. Christopher Speed verschijnt als Randy Meeks uit Stab.
Eerdere Scream-acteurs verschenen via vocale cameo's in de film, waaronder Matthew Lillard als de Ghostface van Stab 8, Drew Barrymore als schoolhoofd en Lillard, Panettiere, Jamie Kennedy, Henry Winkler en Adam Brody onder verschillende castleden als feestgangers die deelnamen in een toost op Wes, die ook dienst deed als eerbetoon aan wijlen Wes Craven. Regisseurs Matt Bettinelli-Olpin en Tyler Gillett, Craven's weduwe Iya Labunka, vorige Scream-scenarioschrijver Kevin Williamson, vorige componist Marco Beltrami, vorige editor Patrick Lussier en vorige co-producer Julie Plec hebben ook stemcameo's als feestgangers die deelnemen aan de toast op Wes.

## Release
De film werd in de Verenigde Staten uitgebracht op 14 januari 2022 door Paramount Pictures. De première van de rode loper van de film was gepland voor 11 januari 2022, maar werd geannuleerd vanwege de langdurige COVID-19-pandemie en de opkomst van de omikronvariant.

## Ontvangst
De film ontving over het algemeen gunstige recensies van critici. Op Rotten Tomatoes heeft Scream een waarde van 77% en een gemiddelde score van 6,70/10, gebaseerd op 263 recensies. Op Metacritic heeft de film een gemiddelde score van 60/100, gebaseerd op 49 recensies.